# 実井謙二郎
実井 謙二郎（じつい けんじろう、1968年12月16日 - ）は、岐阜県多治見市出身の日本の陸上競技選手。専門は長距離種目。中京商業高等学校、大東文化大学卒業。MDI（現在のレオパレス21）→日清食品、日清食品グループコーチを経て、現在は日清食品グループで働いている。アトランタオリンピックマラソン代表。身長166.5cm、体重53kg。血液型A型。

## 略歴・人物
大東文化大学時代は箱根駅伝に4年連続出場。1年時の第64回大会1区ではスタート直後から独走して区間賞を獲得する鮮烈なデビューを果たす。2年時からは大東大のエースとして3年連続で花の2区を担当。区間賞は獲得できなかったものの、3・4年時には2区の実井・5区の奈良修・6区の島嵜貴之らの活躍により同大学の箱根駅伝連覇に貢献した。
1991年にMDI入社。陸上競技部の休部に伴い1995年より日清食品に移籍。
1996年の東京国際マラソンでは、同郷の早田俊幸らを破って日本人トップの4位に入り、アトランタオリンピックマラソン代表に決定した。しかし期待されたアトランタ五輪では入賞争いに加われず、93位と惨敗に終わった。
その後も長く現役を続け、ニューイヤー駅伝にはMDI時代の第36回大会（1992年）から第50回大会（2006年）までのべ10回出場。2004年よりコーチ兼任となったが、2014年には45歳でびわ湖毎日マラソンに出場、2時間32分01秒で完走を果たす。
2014年4月より城西大学附属城西中学校・高等学校の長距離コーチに就任。

## 主な戦績
- 1985年 第36回全国高校駅伝　4区（8.0875km） 区間4位 23分54秒
- 1986年 第37回全国高校駅伝　1区（10km） 区間11位 30分49秒
- 1988年 第64回箱根駅伝　1区（21.4km） 区間賞 1時間3分59秒
- 1988年 全日本大学駅伝  5区（13.5km)　区間賞 39分30秒
- 1989年 第65回箱根駅伝　2区（23.2km） 区間4位 1時間10分30秒
- 1989年 全日本大学駅伝　2区（13.5km） 区間賞 38分31秒
- 1990年 第66回箱根駅伝　2区（23.2km） 区間3位 1時間9分3秒
- 1991年 第67回箱根駅伝　2区（23.2km） 区間4位 1時間9分50秒
- 1996年 東京国際マラソン　4位　2時間8分50秒
- 1996年 アトランタ五輪男子マラソン　93位　2時間33分27秒

## マラソン成績
- 1,2時間28分51秒　　 2位　88.11.27　秩父
- 2,2時間13分27秒　　 4位　91.03.10　びわ湖毎日
- 3,2時間14分22秒　　 2位　91.07.21　ユニバーシアード・シェフィールド大会
- 4,2時間14分14秒　　10位　93.02.14　東京国際
- 5,2時間18分23秒　　28位　93.03.14　びわ湖毎日
- 6,2時間11分10秒　　 4位　94.02.13　東京国際
- 7,2時間13分01秒　　 6位　94.11.06　ニューヨーク
- 8,2時間11分27秒　　 2位　95.03.19　びわ湖毎日
- 9,2時間08分50秒　　 4位　96.02.12　東京国際（アトランタ五輪代表選考会）（当時日本歴代6位）（生涯自己記録）
- 10,2時間33分27秒　　93位　96.08.04　アトランタ五輪
- 11,2時間14分32秒　　11位　97.11.02　ニューヨーク
- 12,2時間12分47秒　　10位　98.04.26　ロンドン
- 13,途中棄権　　　　　　　 99.03.07　びわ湖毎日
- 14,2時間29分34秒　　49位　01.02.04　別府大分毎日
- 15,途中棄権　　　　　　　  02.02.03　別府大分毎日
- 16,2時間16分21秒　　34位　04.03.07　びわ湖毎日
- 17,2時間11分32秒　　 6位　06.04.17　ボストン
- 18,2時間14分08秒　　 8位　07.03.04　びわ湖毎日
- 19,2時間13分38秒　　11位　08.02.17　東京国際
- 20,2時間12分48秒　　 7位　08.09.28　ベルリン
- 21,途中棄権　　　　　　　　10.03.07　びわ湖毎日

## 記録

### 自己ベスト
- 5000メートル競走 13分50秒06
- 10000メートル競走 28分18秒11
- ハーフマラソン 1時間1分12秒
- マラソン 2時間8分50秒